# Okrug (Split-Dalmatie)
Pour les articles homonymes, voir Okrug.
Okrug est un village et une municipalité située en Dalmatie, dans le comitat de Split-Dalmatie, en Croatie. Au recensement de 2001, la municipalité comptait 2 980 habitants, dont 95,17 % de Croates et le village d'Okrug Gornji, siège de la municipalité, comptait 2 767 habitants.

## Localités
La municipalité d'Okrug compte 2 localités : Okrug Donji et Okrug Gornji.